# Arrondissement di Forcalquier
L'arrondissement di Forcalquier è un arrondissement dipartimentale della Francia situato nel dipartimento delle Alpi dell'Alta Provenza, nella regione della Provenza-Alpi-Costa Azzurra.

## Storia
Fu creato nel 1800, sulla base dei preesistenti distretti.
L'arrondissement oggi è composto da 87 comuni raggruppati in 9 cantoni a seguito della riforma approvata con decreto del 24 febbraio 2014
 che ha avuto attuazione dopo le elezioni dipartimentali del 2015.

## Composizione
I 13 cantoni prima della riforma:
- cantone di Banon
- cantone di Forcalquier
- cantone di La Motte-du-Caire
- cantone di Manosque-Nord
- cantone di Manosque-Sud-Est
- cantone di Manosque-Sud-Ouest
- cantone di Noyers-sur-Jabron
- cantone di Peyruis
- cantone di Reillanne
- cantone di Saint-Étienne-les-Orgues
- cantone di Sisteron
- cantone di Turriers
- cantone di Volonne

I 9 cantoni dopo la riforma del 2015:
- cantone di Château-Arnoux-Saint-Auban
- cantone di Forcalquier
- cantone di Manosque-1
- cantone di Manosque-2
- cantone di Manosque-3
- cantone di Oraison condiviso con l'Arrondissement di Digne-les-Bains
- cantone di Reillanne
- cantone di Seyne condiviso con l'Arrondissement di Digne-les-Bains
- cantone di Sisteron